# Materialobjekt und Formalobjekt
Die Begriffe Materialobjekt (lat. obiectum materiale) und Formalobjekt (lat. obiectum formale) gehen auf die Erkenntnis- und Wissenschaftstheorie der Scholastik zurück. Während das Materialobjekt „das Objekt oder die Gesamtheit aller Objekte, auf die die Erkenntnis gerichtet ist“, bezeichnet, wird unter Formalobjekt die „spezielle Hinsicht, unter der die betreffenden Gegenstände untersucht werden“, verstanden.
Beide Begriffe spielen für die Definition von Wissenschaften eine Rolle. Während dasselbe Materialobjekt von mehreren Wissenschaften erforscht werden kann, ist der spezielle Aspekt oder das Formalobjekt maßgebend für die Abgrenzung einer Wissenschaft gegen eine andere, die sich eventuell auf dieselben konkreten Sachverhalte beziehen kann.
In der scholastischen Tradition wird die Philosophie mit Hilfe dieser Begriffsunterscheidung von den Einzelwissenschaften auf zweierlei Weise abgegrenzt.
Hinsichtlich ihres Materialobjektes unterscheide sie sich von den Einzelwissenschaften dadurch, dass diese jeweils einen spezifizierten Gegenstandsbereich untersuchen, während die Philosophie sich nicht auf ein abgegrenztes Gebiet beschränke, weil für sie alles als Gegenstand in Frage komme. Hinsichtlich des Formalobjekts dagegen unterscheide sich die Philosophie durch ihre universale Fragerücksicht. Als solche wird oft in der Tradition des Aristoteles das Seiende als Seiendes angegeben, also das, was dem Seienden als solchem zukommt.